# Баронети Чепмен

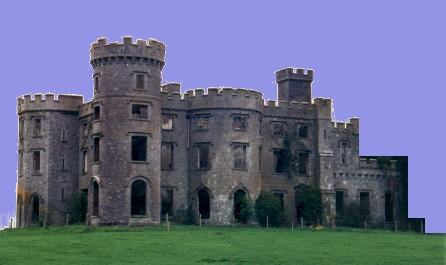
Руїни замку Кіллуа (Ірландія) – резиденція баронетів Чепмен.

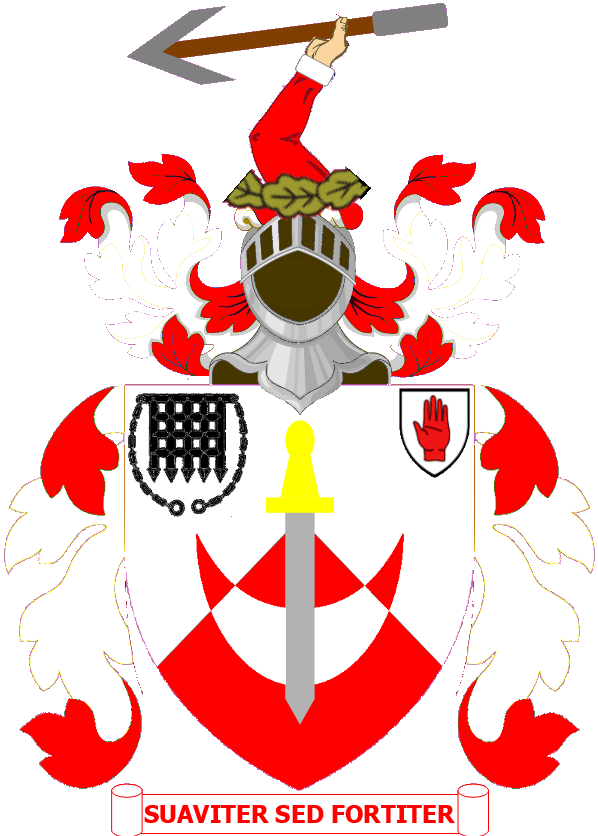
Герб баронетів Чепмен.

Баронети Чепмен (англ. - Chapman baronets) – титул ірландських та британських аристократів. 

## Герб
З вінка дубу піднімається права рука з гарпуном, нижче срібний щит з черленим малюнком півмісяця, меча. У верхніх кутах щита зображення «кривавої руки» Ольстера та гратами замкових воріт. 

## Девіз
Suaviter Sed Fortiter – Ніжно, але сильно (лат.) 

## Історія баронетів Чепмен
Існувало три аристократичних династії баронетів Чепмен – одна в Ірландії та дві у Великій Британії. Дві династії вимерли, одна існує досі. Титул баронетів Чепмен з Лондона був створений 27 вересня 1720 року для директора Компанії Південних Морів сера Вільяма Чепмена. Його старший син – ІІ баронет Чепмен був депутатом парламенту Великої Британії – депутатом Палати Громад, представляв Тонтон. Він не мав дітей, титул успадкував його молодший брат, ІІІ баронет Чепмен. У нього теж не було дітей і титул зник разом з його смертю в 1785 році. 
Ірландські баронети Чепмен із замку Кіллуа, що відомі також як баронети Сент-Люсі володіли землями в графстві Вестміт (Ірландія). Цей титул був створений 11 березня 1782 року в Ірландії для Бенджаміна Чепмена. Він був депутатом парламенту Ірландії – палати громад, був представником земель Вестміт та Фор. Титул успадкував його молодший брат, що став ІІ баронетом Чепмен. Його старший син успадкував титул і став ІІІ баронетом Чепмен, був депутатом парламенту Ірландії, представляв Вестміт, отримав посаду лорд-лейтенанта Вестміт. VII баронет Чепмен не мав синів і титул зник разом з його смертю в 1919 році. VII баронет Чепмен – сер Томас Чепмен кинув свою дружину і жив з гувернанткою своїх дочок Сарою Джунер. Але ця пара не одружилась офіційно. Сер Томас Чепмен і Сара Джунер мали 5 синів. З них другий син Томас Едвард Лоуренс став відомий як Лоуренс Аравійський. 
Третя династія баронетів Чепмен – баронети Чепмен з Кледона, що в тодішньому графстві Дарем (тепер це Тайн та Вір). Цей титул був створений 30 січня 1958 року як аристократичний титул Об’єднаного Королівство Великої Британії та Північної Ірландії для депутата парламенті від Консервативної партії, що представляв Хофтон-ле-Спрінг – для Роберта Чепмена. Титул успадкував його син, що став ІІ баронетом Чепмен. Він отримав посаду шерифа Дарема в 1960 році. Потім титул успадкував його син, що став ІІІ баронетом Чепмен у 1987 році. Він отримав посаду заступника лорд-лейтенанта Тайна та Віра в 1997 році.  

## Баронети Чепмен з Лондона
- Сер Вільям Чепмен (1670 – 1737) – І баронет Чепмен
- Сер Джон Чепмен (1710 – 1781) – ІІ баронет Чепмен
- Сер Вільям Чепмен (1714 – 1785) – ІІІ баронет Чепмен

## Баронети Чепмен з Кіллуа
- Сер Бенджамін Чепмен (пом. 1810) – І баронет Чепмен
- Сер Томас Чепмен (1755 – 1837) – ІІ баронет Чепмен
- Сер Монтегю Лоутер Чепмен (1808 – 1853) – ІІІ баронет Чепмен
- Сер Бенджамін Джеймс Чепмен (1810 – 1888) – IV баронет Чепмен
- Сер Монтегю Річард Чепмен (1853 – 1907) – V баронет Чепмен
- Сер Бенджамін Рупер Чепмен (1865 – 1914) – VI баронет Чепмен
- Сер Томас Роберт Тіге Чепмен (1846 – 1919) – VII баронет Чепмен

## Баронети Чепмен з Клендона
- Сер Роберт Чепмен (1880 – 1963) – І баронет Чепмен
- Сер Роберт МакГоуен Чепмен (1911 – 1987) – ІІ баронет Чепмен
- Сер Девід Роберт МакГоуен Чепмен (нар. 1941) – ІІІ баронет чепмен
- Спадкоємець титулу – Майкл Ніколас Чепмен (нар. 1969)